# من برایت گریه کردم (ترانه کتی ملوآ)
«من برایت گریه کردم» (به انگلیسی: I Cried for You) ترانه‌ای از کتی ملوآ خوانندهٔ فولک/پاپ و یکی از تک‌آهنگ‌های دومین آلبوم استودیویی او با نام قطعه به قطعه است که در سال ۲۰۰۵ منتشر شد. در ساید A تک‌آهنگ به‌جز «من برایت گریه کردم» که سرودهٔ خود ملوآست، کاور قطعهٔ «درست مثل بهشت» از گروه موسیقی کیور هم موجود است.

## محتوا
ملوآ پس از آشنایی و گفتگویی که با مایکل بیجنت (از نویسندگان کتاب خون مقدس و جام مقدس) داشت «من برایت گریه کردم» را سرود. به گفتهٔ خودش او در این ترانه فقط می‌خواسته از منظر دیگری به رابطهٔ عیسی و مریم مجدلیه نگاه کند.
بیایید فقط وانمود کنیم که این واقعاً اتفاق افتاده‌است. شاید آنها واقعاً به شکلی با هم رابطه داشتند، شاید با هم ازدواج کرده بودند. تصور کنید او زمانی که دیده کسی که از ته قلب عاشقش بوده به صلیب کشیده می‌شود چه رنجی را تحمل کرده‌است.

## موقعیت در جدول‌های فروش
| چارت موسیقی (۲۰۰۵–۲۰۰۶)   | بالاترین جایگاه |
| ------------------------- | --------------- |
| اولتراتاپ بلژیک (فلاندرز) | ۵۰              |
| ۴۰ آهنگ برتر هلند         | ۲۹              |
| جدول تک‌آهنگ‌های بریتانیا   | ۳۵              |